# Rosa canina

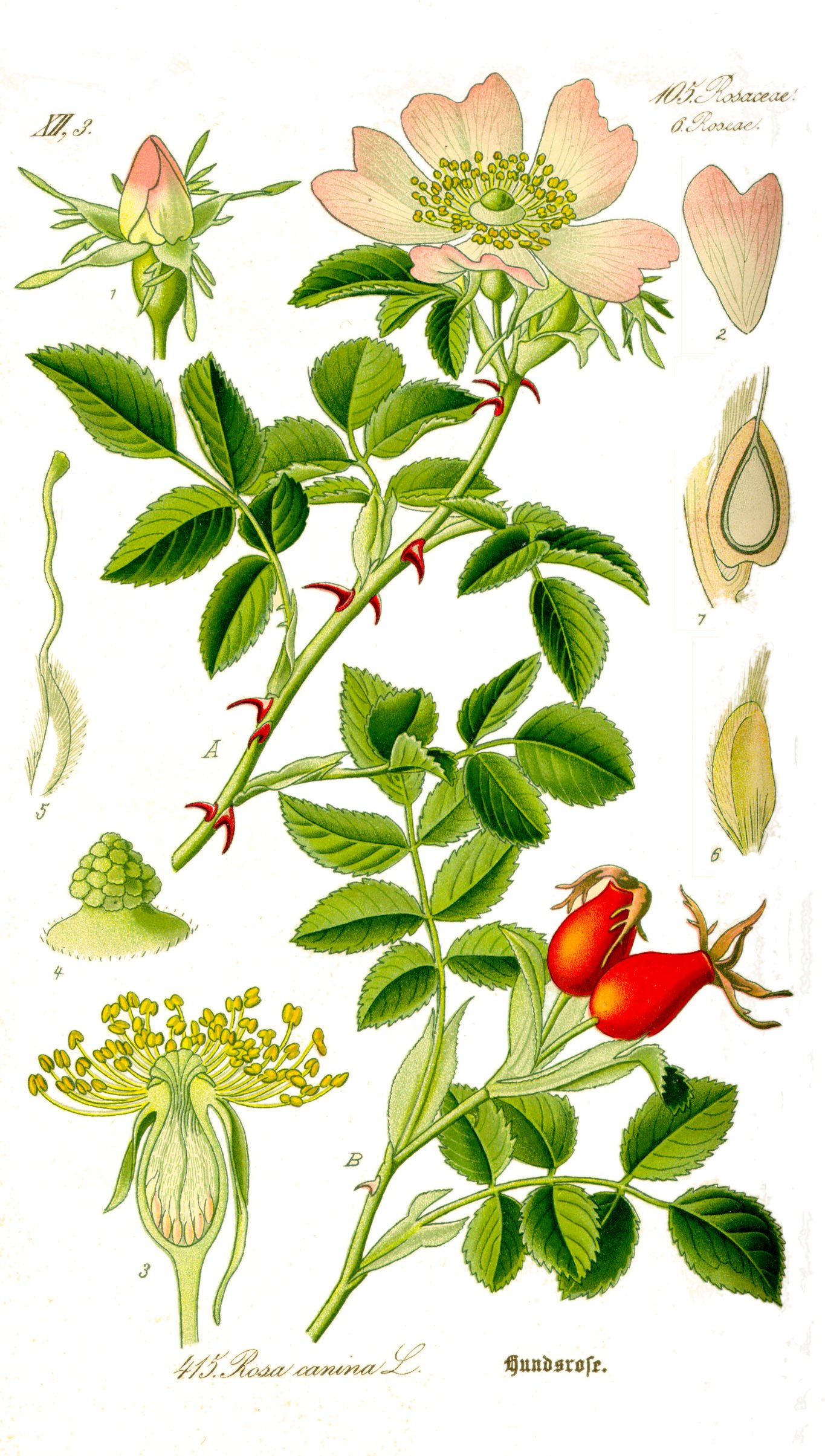
Ilustração mostrando vários aspetos da planta

Rosa canina, comummente conhecida como silva-macha, é uma espécie de planta com flor, de forma arbustiva, pertencente à família das rosáceas e ao tipo fisionómico dos nanofanerófitos.

## Nomes comuns
Dá ainda pelos seguintes nomes comuns: rosa-canina (com as variantes roseira-canina, rosa-de-cão e roseira-de-cão); rosa-brava (com a variante roseira-brava); roseira-silvestre, mosqueta e silvão.

## Descrição
Trata-se de um arbusto de folha caduca, cujas dimensões podem variar entre 1 e 5 metros de altura. Dispõe de ramos verdosos e fortes, arqueados ou erectos, oiriçados de espinhos chamados acúleos.
As folhas são pinadas, amiúde têm 1 ou 2 acúleos subestipulares, e são compostas com cinco a sete folíolos de margens serradas. Os folíolos, por sua vez, têm um formato ovado-lanceolado e uma base arredondada. O pecíolo tanto pode ter penugem, como ser glabro, estando, por vezes dotado de pequenos acúleos que se estendem pelo ráquis e pela nervura central.
As flores são grandes, medindo entre  4-6 cm de diâmetro, e contam com cinco pétalas, de cor branca ou rosa. As flores podem ser solitárias ou agrupar-se em conjuntos de 2 a 5 e exalam um odor almiscarado. As brácteas são são ovado-lanceoladas e caducam antes da úrnula amadurecer, sendo por vezes substituídas por uma estípula ou folha com 1 a 3 folíolos. A úrnula é esférica ou elipsoidal, costuma ser lisa na superfície, só muito raramente aparece com acúleos, podendo, por vezes, mostrar-se mais carnosa do que lisa. Costuma ter uma coloração próxima do vermelho escuro. As sépalas são lanceoladas, pelosas na face interna e na margem, mas glabras na face externa, caducando antes da flor amadurecer. 
Esta planta floresce na Primavera, de Abril a Junho.
Produz um fruto macio, comummente designado cinarrodo, de formato oval ou elíptico, com 1,5 a 2 cm de comprimento, e uma coloração entre o vermelho e o alaranjado.
É uma espécie muito polimórfica, reunindo um vasto rol de formas hibridógenas que se caracterizam pela sua reprodução sexual atípica, em que se formam sempre gametas masculinos com 7 cromossomas.

## Distribuição
Encontra-se na maior parte da Europa, no Cáucaso, na Ásia Central e no Próximo Oriente até Afeganistão e Paquistão. Está presente no Noroeste africano e na Macaronésia.
Foi naturalizada na América do Norte, no Chile e no Sul da Austrália.

### Portugal
Trata-se de uma espécie presente no território português, mais concretamente, em todas as zonas de Portugal Continental.
Em termos de naturalidade, é autóctone dessas regiões.

## Ecologia
Trata-se de uma espécie ruderal, que medra tanto em bosques e matas, como nas orlas de caminhos.

## Protecção
Não se encontra protegida por legislação portuguesa ou da Comunidade Europeia.

## Usos
Esta espécie, nativa da região mediterrânica era muito apreciada pelos romanos, que as usavam para exornar os seus jardins, incluindo nas villae romanas na Lusitânia.
Com efeito, a silva-macha era um motivo botânico comum na arte romana, figurando nas pinturas de murais dos jardins de Pompeia e nos mosaicos da villa romana do Rabaçal.
As rosas-de-cão eram usadas para fazer grinaldas e para fazer perfumes durante a Antiguidade Clássica, na orla Mediterrânea. Historicamente, os seus frutos - denominados cinarrodo- eram usado para confeccionar geleias, com efeito, hodiernamente, na Bulgária, ainda são aproveitados para fazer vinho doce e chá.
O cultivar Rosa canina assisiensis é o único sem espinhos. Os frutos são usadas como aromatizante na cockta, uma bebida não-alcoólica eslovena.

### Farmacologia
A planta tem teor elevado em alguns antioxidantes. O fruto - chamado cinarrodo - é conhecida pelo seu alto nível de vitamina C e utilizado para fazer xarope, chá e marmelada. 
Na medicina tradicional austríaca, utilizam-se para produzir uma infusão destinada ao tratamento de infeções virais e doenças dos rins e do trato urinário.

### Folclore
No folclore português, a silva-macha ou silvão esteve historicamente associada a práticas mágicas, às mãos de benzedores, para operar curas mágicas sobre os enfermos.
Com efeito, o Livro V das Ordenações Manuelinas, em 1514, cominava o uso do silvão em fervedouros, benzeduras e ensalmos de teurgia ou magia branca, sob pena de açoites públicos e multa até três mil reais.

## Galeria de imagens

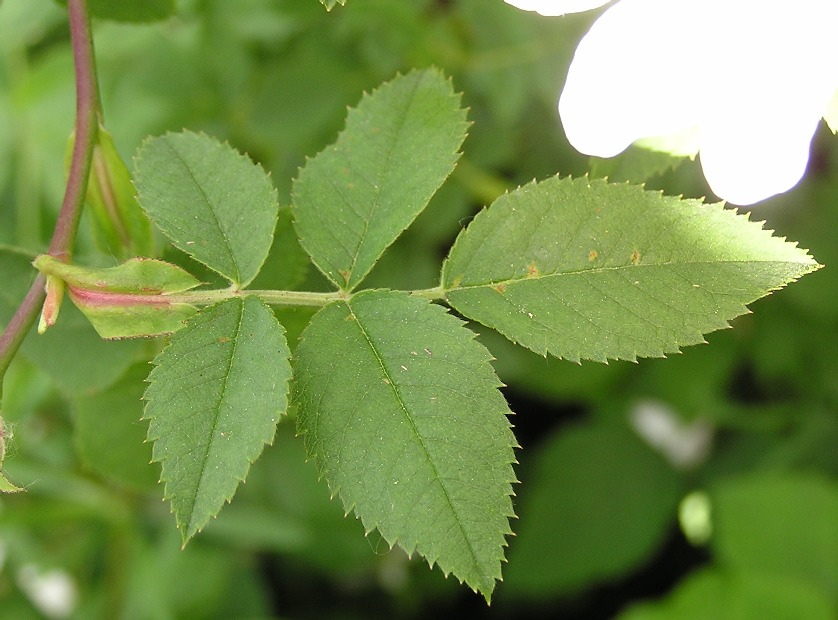
Folha com estípulas
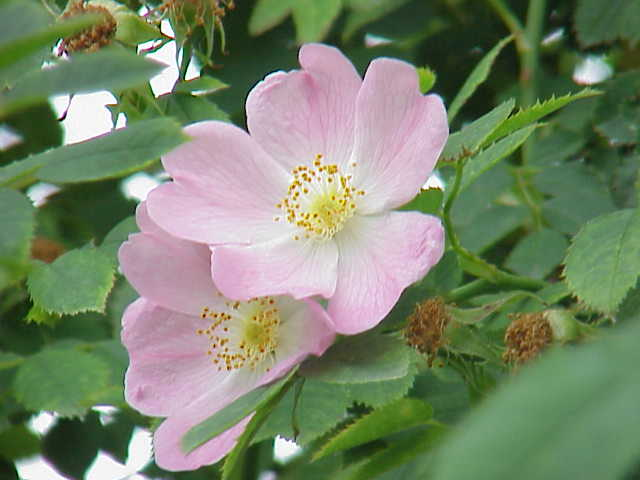
Flores
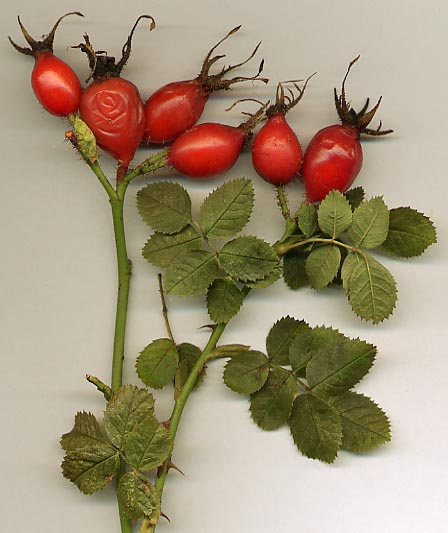
Cinarrodo (fruto)
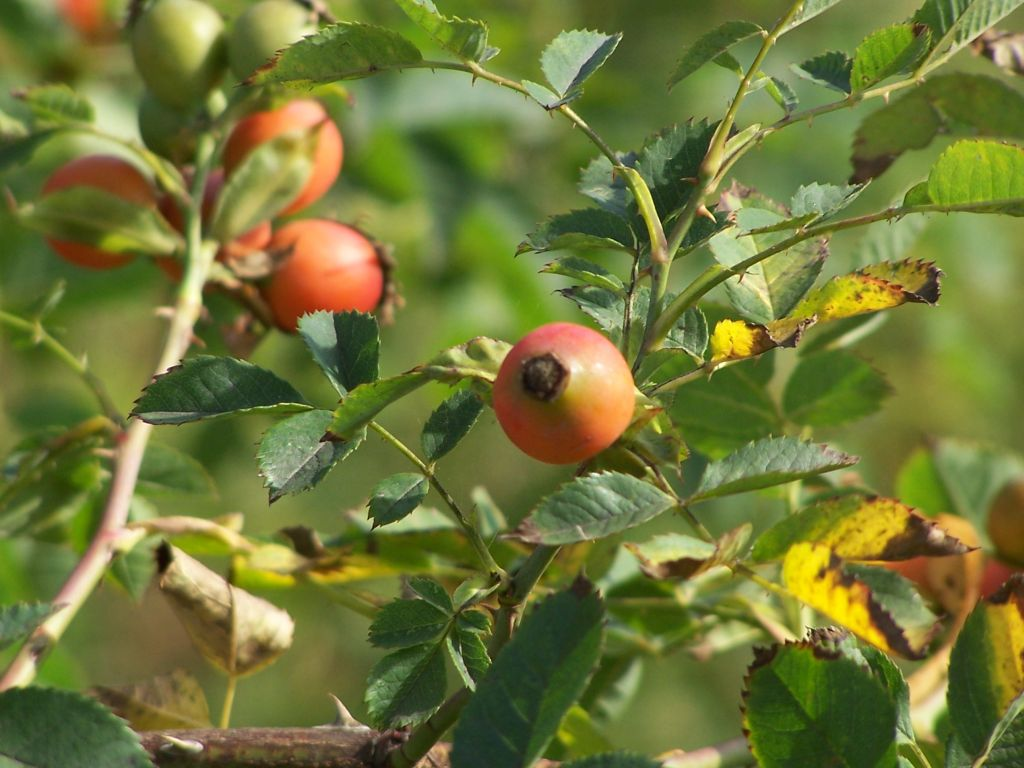
Cinarrodo (fruto)

## Leitura complementar
- «Flora Europaea: Rosa canina»
- Blamey, M. & Grey-Wilson, C. (1989). Flora of Britain and Northern Europe. Hodder & Stoughton. ISBN 0-340-40170-2.
- Vedel, H. & Lange, J. (1960). Trees and bushes. Metheun, London.
- Graham G.S. & Primavesi A.L. (1993). Roses of Great Britain and Ireland. B.S.B.I. Handbook No. 7. Botanical Society of the British Isles, London.